# 交換機
交換機（こうかんき、英: Switch Board, Exchange）は、多対多の電気通信において、発信者の要求に従って伝送路間の接続を切り替え通信回線を構成する通信機器である。

## 交換機の役割
交換設備を用いず相互間の専用線のみで多対多の通信システムを構築した場合、N個の端末を接続するためにN×(N-1)/2本の伝送路が必要である。例えば6台の電話機で交換機なしに各電話機間での通話を可能にするには15本の伝送路が必要である。端末間の伝送路を共用し効率を高めるために交換機が使用される。
最初期の交換機は、電話機からダイヤルすると、そのダイヤル信号を直接交換機が受け、順次接続していった。この方式は、電話番号と発信-着信間の経路が一対一となる。そのため、途中の経路が多くなり、また、冗長性にも欠けるという難点があった。
その後、番号を一旦交換機に格納し、空きの回線を選ぶクロスバ方式の交換機が利用されるようになった。
現在では、交換機間は共通線信号方式という、通話と制御信号を分離した方式が利用されている。

## 交換機の種類
- 非同期伝送(ATM：Asynchronous Transfer Mode)交換機
- 同期デジタルヒエラルキー（SONET/SDH：Synchronous Optical Network/Synchronous Digital Hierarchy）交換機
- フレームリレー交換機
- パケット交換機
- 電話交換機

## 交換機の機能
次のような機能がある。

### 加入者回線接続機能
加入者回線接続機能は、頭文字から「BORSCHT」と呼ばれる。
Battery feed-48 Vで通話のための電流供給を行う。
Over voltage protection過電圧から加入者回路の端末を保護する
Ringing75 V・16 Hzの呼出信号を送出する。
Supervision加入者線ループの開閉を監視し、発呼・ダイヤル信号受信・終話を行う。
Codec (Coder / Decoder)アナログ - デジタルの相互変換
Hybrid2線 - 4線の相互変換（加入者回路は導線の節約から、送話・受話を共用する2線式を採用している）
Test加入者回線・通話路の試験装置への引き込み機能の提供。

### 中継回線制御機能
経路選択伝送路の効率的な運用のために経路選択を行う。
輻輳処理通信集中時に優先通信用の帯域の確保、優先順位の低い通信の制限を行う。

### 管理機能
故障検出故障を検出し、代替機への切換え・縮退運転・警報を発するなどの動作を行う。
料金計算サービス種別・通信時間・通信距離などを積算し料金計算を行う。

## 回線交換の動作
回線交換の場合次のような動作が行われる。
1. 発呼検出
2. 選択信号受信
3. 翻訳
4. 出線選択
5. 呼出信号送出
6. 応答検出
7. 通話路形成
8. 終話検出
9. 通話路開放

## 通話路網の構成
通話路網は、通信回線を相互接続し伝送情報を通過させる回路網である。回路の構成により次の二つに分けられる。

### 非閉塞スイッチ回路網
非閉塞スイッチ回路網は、出線に空きがあれば必ず接続が可能な回路網。M個の入線とN個の出線を相互接続する場合にM×N個の接点が必要である。
極小規模な回路網に用いられる。

### 閉塞スイッチ回路網
閉塞スイッチ回路網は、出線に空きがあっても、内部接続に空がない内部閉塞でも接続が不可能になる場合がある回路網。非閉塞スイッチ回路網をリンクにより多段接続した構成が一般的である。
接点数を節約するために、大規模な回路網で用いられる。